# John Boyle, 5:e earl av Cork

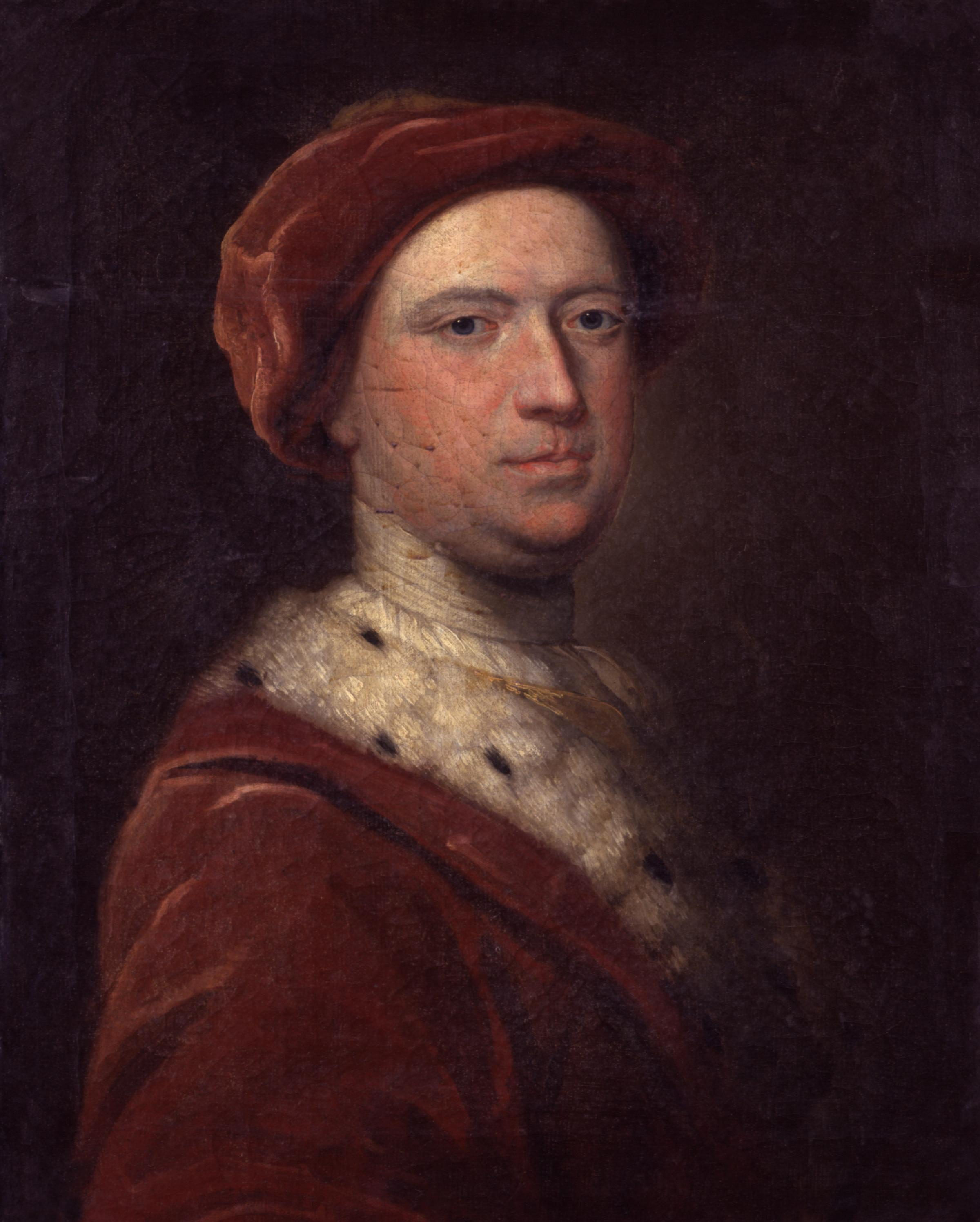
John Boyle, 5:e earl av Cork.

John Boyle, 5:e earl av Cork, 5:e earl av Orrery, född den 13 januari 1707 i Westminster, död den 16 november 1762, var en brittisk skriftställare, son till Charles Boyle, 4:e earl av Orrery, brylling till Richard Boyle, 4:e earl av Cork.

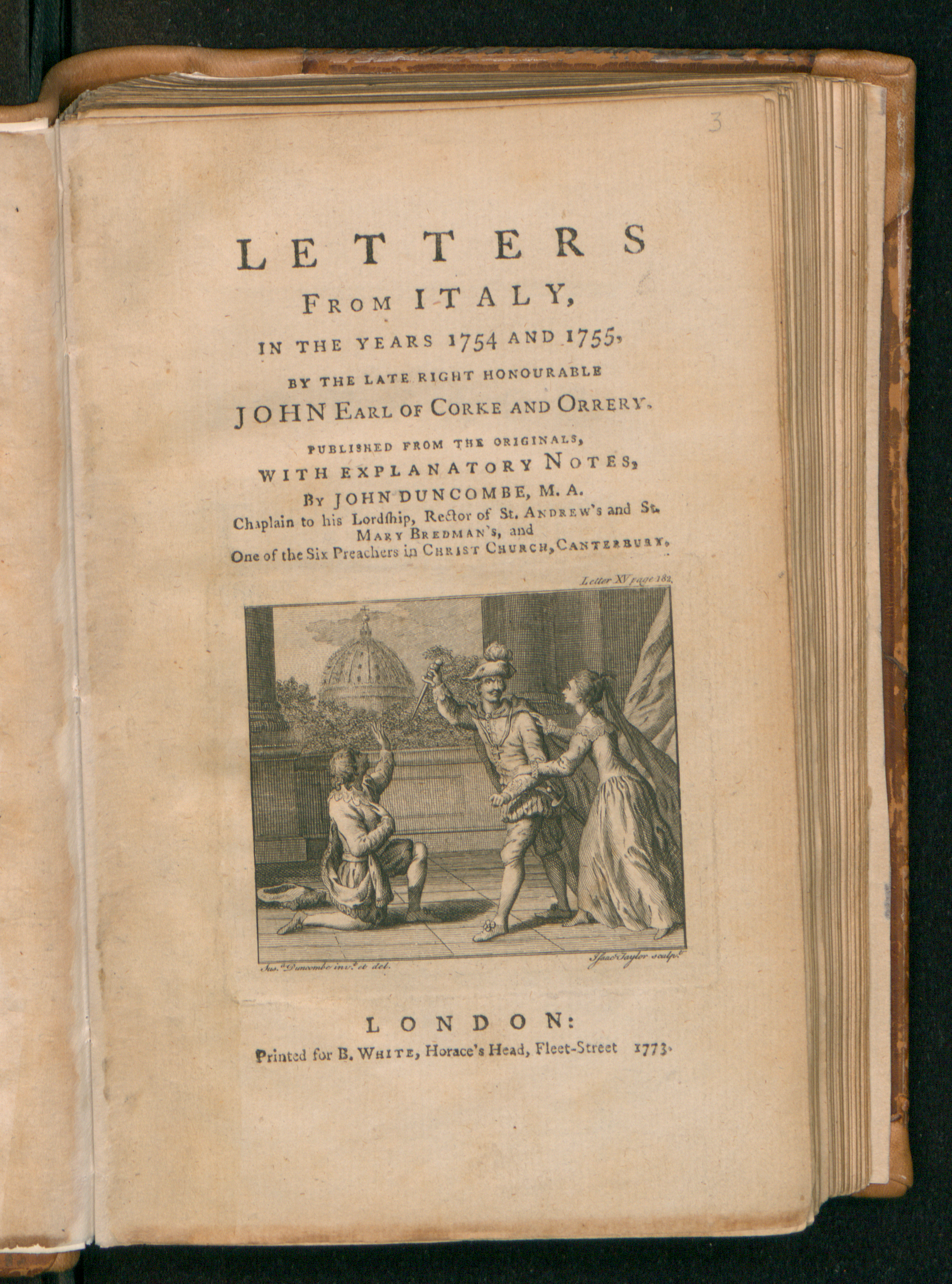
Letters from Italy, in the years 1754 and 1755 (1773)

Boyle, som var vän till Jonathan Swift, Alexander Pope och Samuel Johnson, studerade vid Christ Church, Oxford. Han blev Fellow of the Royal Society 1746. Boyle publicerade en översättning av Plinius den yngres brevväxling 1751, och Remarks on the Life and Writings of Jonathan Swift samma år, liksom Memoirs of Robert Carey, 1st Earl of Monmouth.  Hans Letters from Italy utgavs 1774 av John Duncombe.